# Liste de champignons comestibles
Aucune garantie d'exactitude ne peut être offerte par la liste contenue dans cet article.
 Les informations sont données dans un but strictement encyclopédique, et ne doivent en aucun cas servir à l'identification d'un champignon ou à sa consommation.
 Voyez également Wikipédia:Mise en garde médicale.

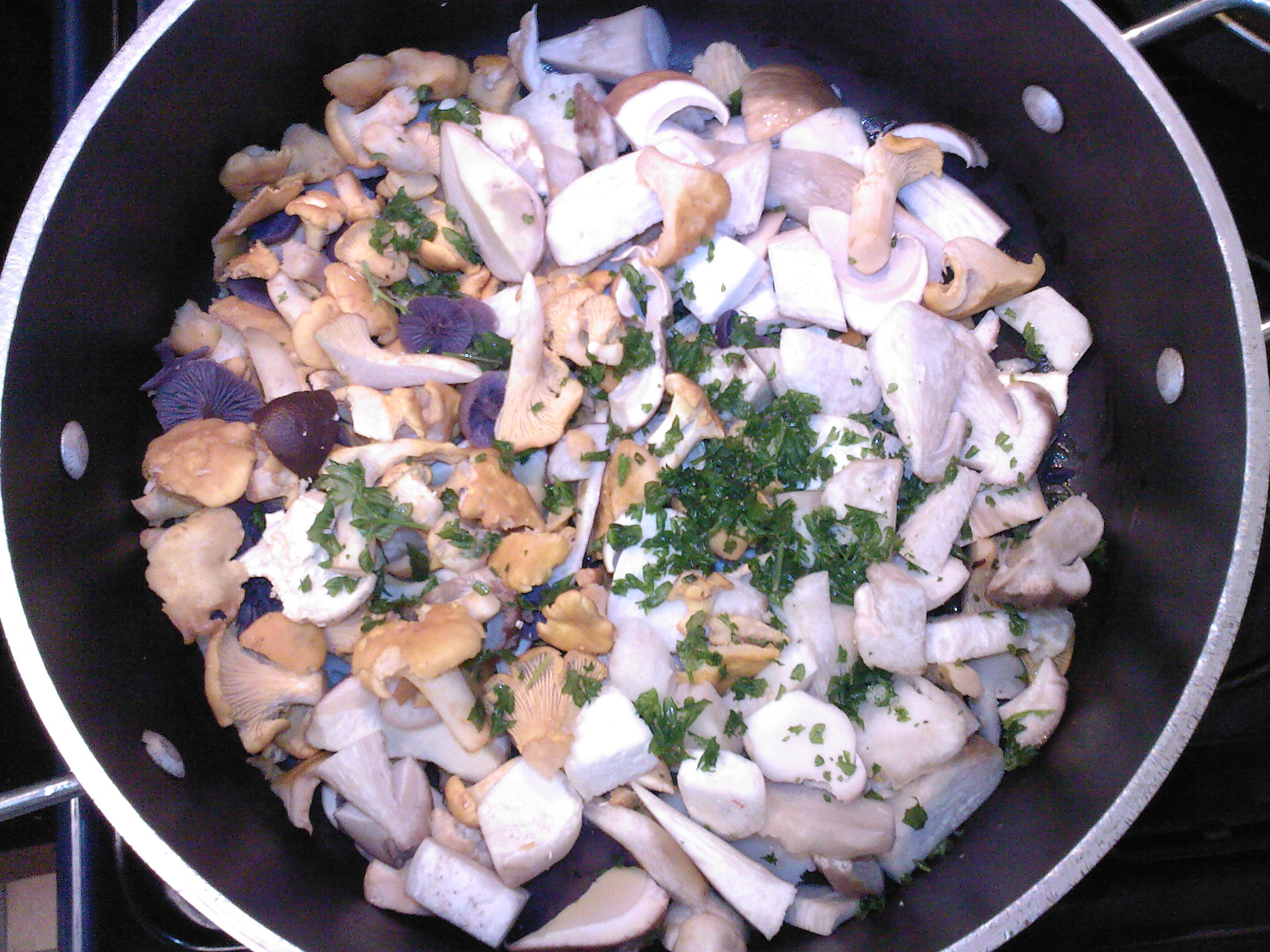
Poêlée de laccaires améthystes, girolles et cèpes de Bordeaux

Cet article présente une liste de champignons comestibles.
À strictement parler, un champignon comestible est la fructification (sporophore) des macromycètes qui se prêtent à l'alimentation humaine. Le terme est mis en opposition avec celui de champignon toxique, qui désigne les espèces contenant une mycotoxine et pouvant provoquer une intoxication alimentaire. L'intoxication par consommation de champignon peut prendre de nombreuses formes, peut survenir à différentes échelles de temps après ingestion et peut avoir des conséquences très diverses : du léger malaise à l'empoisonnement mortel.
La mycotoxicologie qui étudie leur toxicité potentielle, est une discipline scientifique en constante évolution, qui invite le public à la prudence quant à la consommation des espèces. Il est notamment impossible de déterminer de façon définitive et universelle la liste exacte des champignons propres à l'alimentation. 
Parallèlement au risque de toxicité, le classement d'un champignon comme comestible ne donne aucune information sur son intérêt alimentaire ou gustatif. Bien que sans risques pour la santé, de nombreuses espèces ont un goût, une odeur, un aspect ou une consistance désagréables qui leur ôtent toute valeur pour l'alimentation. On observe ici aussi une grande variabilité inter-individuelle et culturelle qui est difficilement exprimable en critères objectifs.
En tenant compte de toutes ces réserves, on peut distinguer quatre catégories de champignons dits « comestibles » :
- les champignons comestibles cultivés à l'échelle industrielle, qui font souvent l'objet de régulations sanitaires strictes ;
- les champignons comestibles sauvages à potentiel commercial, qui font eux aussi l'objet de réglementation dans plusieurs pays ;
- les champignons sauvages dont la comestibilité est signalée dans la littérature spécialisée, mais dont l'intérêt et l’innocuité restent peu documentés ;
- Les champignons dont la comestibilité est controversée et ne fait pas l'objet d'un consensus scientifique clair.

Dans la majorité des cas, la comestibilité de ces espèces n'est garantie qu'en respectant plusieurs précautions (récolte, choix des spécimens, conservation, cuisson, fréquence et volumes d'absorption, etc.).

## Mycotoxicologie
« L'évolution des connaissances mycotoxicologiques doit amener à prendre de plus en plus de précautions avec la consommation des champignons ». Peu de champignons ont fait l'objet d'étude toxicologique à grande échelle et il est toujours possible qu'une espèce réputée comestible contienne en réalité des toxines encore inconnues. Outre les ingestions accidentelles (consommation de champignons mortels mal connus ou de champignons comestibles accompagnés par un toxique qui s'est glissé dans le panier par mégarde), de nombreuses intoxications apparaissent pour différentes raisons : toxicité passée inaperçue pendant des années (paxille enroulé, gyromitres, tricholome équestre…), toxicité croisée avec d'autres aliments, consommation à l'état cru ou surconsommation (variable selon le volume et la fréquence de consommation). La comestibilité (et donc la toxicité) d'une espèce peut varier en fonction de la variété, du substrat, de la localisation géographique (différente selon les régions et les continents), de l'âge, de la saison de récolte ou encore au fait qu'il soit parasité. Des substances nocives peuvent aussi apparaître plus tard, après la cueillette, lors des traitements des champignons (transport, conservation et préparation culinaire, de nombreuses espèces étant toxiques crues ou mal cuites). De nombreux autres facteurs sont à prendre en compte : « des molécules toxiques, telles les hémolysines, peuvent disparaître lors de ces traitements. La toxicité du champignon peut aussi ne se révéler qu'associée à certains aliments comme l'alcool. Ou elle peut n'apparaître que chez certains sujets, intolérants à une ou plusieurs substances, allergiques, ou simplement paniqués à l'idée d'avoir peut-être consommé une espèce mortelle. L'intoxication peut aussi être en lien avec la pollution qui environne le champignon. Enfin, les champignons pourraient être toxiques de manière silencieuse, c'est-à-dire que la consommation d'un plat ne produira aucune réaction, mais des consommations répétées pourraient être nocives pour l'organisme. Les risques seraient alors à long terme, et on pense à ce sujet à la contamination métallique ou radioactive, et au potentiel mutagène ou cancérigène de certaines substances fongiques ».
Les noms vernaculaires associés aux espèces de champignons sont une source très importante, et parfois dangereuse, de confusion lors de leur cueillette et leur consommation.  
Dans ce contexte, la consommation traditionnelle ou historique de certains champignons ne constitue en rien une garantie de leur innocuité. Il faut enfin souligner que l'identification exacte d'un champignon demande une certaine expertise scientifique et que le risque de confusion entre espèces comestibles et toxiques (voire mortelles) est important.

## Listes nationales
Plusieurs pays ont établi, sous différentes formes, des listes de champignons comestibles à potentiel commercial, c'est-à-dire susceptibles d'être rencontrés dans la petite ou la grande distribution ou dans la restauration. Les listes disponibles dans certains pays francophones sont présentées ci-dessous.

### France
En France, l'Agence nationale de sécurité sanitaire de l'alimentation, de l'environnement et du travail (ANSES) a été saisie en 2015 par la Direction générale de la Concurrence, de la Consommation et de la Répression des fraudes (DGCCRF) pour une demande d’expertise liée à un projet de décret relatif à la mise sur le marché des champignons et d’arrêté relatif aux variétés comestibles. L'avis de l'ANSES a été publié le 4 avril 2017 et contient une liste de champignons de culture et sauvages comestibles comportant 146 espèces. Des dénominations commerciales y sont également suggérées pour différents groupes de champignons.
Les truffes ne sont pas reprises dans cette liste, car elles font l'objet d'un décret séparé, qui mentionne trois espèces :
Dénomination « Truffe »
- Tuber brumale
- Tuber magnatum
- Tuber melanosporum

### Suisse
En Suisse, le Département fédéral de l'intérieur (DFI) a arrêté une « ordonnance sur les denrées alimentaires d’origine végétale, les champignons et le sel comestible » le 16 décembre 2016. Elle contient une liste des champignons admis comme champignons comestibles (liste positive) qui comprend 115 espèces.
- Agaricus arvensis
- Agaricus augustus
- Agaricus bisporus
- Agaricus campestris
- Agaricus haemorrhoidarius (syn. Agaricus silvaticus)
- Agaricus silvaticus
- Agaricus silvicola
- Agaricus subrufescens
- Agaricus urinascens
- Albatrellus ovinus
- Amanita caesarea
- Amanita rubescens
- Armillaria mellea
- Auricularia auricula-judae
- Auricularia polytricha
- Boletus aereus
- Boletus aestivalis
- Boletus edulis
- Boletus mamorensis
- Boletus pinophilus
- Butyriboletus appendiculatus
- Calocybe gambosa
- Calvatia gigantea
- Calvatia utriformis
- Cantharellus cibarius
- Cantharellus cinereus
- Cantharellus lutescens
- Cantharellus tubaeformis
- Chlorophyllum rhacodes
- Chroogomphus helveticus
- Chroogomphus rutilus
- Clitopilus prunulus
- Coprinus comatus
- Cortinarius caperatus
- Cortinarius praestans
- Craterellus cornucopioides
- Cyclocybe aegerita
- Flammulina velutipes
- Ganoderma lucidum
- Gomphidius glutinosus
- Gomphus clavatus
- Grifola frondosa
- Hericium erinaceus
- Hydnum repandum
- Hydnum rufescens
- Hygrophorus marzuolus
- Hypsizygus ulmarius
- Imleria badia
- Infundibulicybe geotropa
- Kuehneromyces mutabilis
- Laccaria amethystina
- Laccaria bicolor
- Laccaria laccata
- Lactarius deliciosus
- Lactarius deterrimus
- Lactarius lignyotus
- Lactarius picinus
- Lactarius salmonicolor
- Lactarius sanguifluus
- Lactarius semisanguifluus
- Lactarius volemus
- Leccinum aurantiacum
- Leccinum duriusculum
- Leccinum pseudoscabrum
- Leccinum scabrum
- Leccinum versipelle
- Lentinula edodes
- Lepista irina
- Lepista nuda
- Lepista personata
- Lycoperdon perlatum
- Lycoperdon pyriforme
- Lyophyllum decastes
- Lyophyllum fumosum
- Macrolepiota procera
- Marasmius oreades
- Mitrophora semilibera
- Morchella elata
- Morchella esculenta
- Neoboletus luridiformis
- Pholiota microspora
- Pleurotus cornucopiae
- Pleurotus eryngii
- Pleurotus ostreatus
- Polyporus umbellatus
- Ptychoverpa bohemica
- Russula cyanoxantha
- Russula integra
- Russula mustelina
- Russula vesca
- Russula virescens
- Sarcodon imbricatus
- Sparassis brevipes
- Sparassis crispa
- Stropharia rugosoannulata
- Suillus bovinus
- Suillus collinitus
- Suillus granulatus
- Suillus grevillei
- Suillus luteus
- Terfezia arenaria
- Terfezia boudieri
- Tremella fuciformis
- Tricholoma matsutake
- Tricholoma portentosum
- Tuber aestivum
- Tuber borchii
- Tuber brumale
- Tuber indicum
- Tuber magnatum
- Tuber melanosporum
- Tuber mesentericum
- Volvariella volvacea
- Xerocomellus chrysenteron
- Xerocomus subtomentosus

### Belgique
En Belgique, l'Arrêté royal du 29 août 1997 relatif « à la fabrication et au commerce de denrées alimentaires composées ou contenant des plantes ou préparations de plantes » contient une liste de champignons comestibles. Divisée en deux parties, elle comprend 45 espèces dites cultivées et 50 espèces sauvages qui peuvent être mises dans le commerce pour autant que la réglementation pour la conservation des espèces menacées le permette. Il est interdit de fabriquer et de mettre dans le commerce des denrées alimentaires contenant des champignons qui ne sont pas repris dans cette liste.

### Québec
Au Québec, la Filière mycologique de la Mauricie, en collaboration avec de multiples partenaires du secteur mycologique, a émis en 2018 un guide de la « réglementation touchant le secteur des champignons forestiers et de spécialité ». Ce document établit un système de qualité, de salubrité, de sécurité et de traçabilité (QSST) destiné à l’industrie mycologique. Le guide contient une liste des principaux champignons sauvages comestibles à potentiel commercial du Québec, reprenant 184 espèces.
- Agaricus abruptibulbus
- Agaricus arvensis
- Agaricus augustus
- Agaricus bitorquis
- Agaricus campestris
- Agaricus silvaticus
- Agaricus silvicola
- Agaricus vaporarius
- Albatrellus confluens
- Albatrellus ovinus
- Amanita crocea
- Amanita fulva
- Amanita jacksonii
- Amanita rubescens
- Amanita sinicoflava
- Amanita vaginata
- Amanita wellsii
- Ampulloclitocybe clavipes
- Armillaria mellea
- Armillaria sinapina
- Armillaria solidipes
- Auricularia auricula-judae
- Baorangia bicolor
- Boletus edulis
- Boletus pallidus
- Boletus separans
- Boletus speciosus
- Boletus subcaerulescens
- Boletus subvelutipes
- Boletus variipes
- Bonomyces sinopicus
- Bovista plumbea
- Calvatia cyathiformis
- Calvatia gigantea
- Cantharellula umbonata
- Cantharellus appalachiensis
- Cantharellus cibarius
- Cantharellus cinnabarinus
- Cantharellus ignicolor
- Cantharellus minor
- Catathelasma ventricosum
- Chalciporus piperatus
- Chalciporus rubinellus
- Chlorophyllum rhacodes
- Clavariadelphus truncatus
- Clitocybe odora
- Clitocybe squamulosa
- Clitopilus abortivus
- Clitopilus prunulus
- Coprinellus micaceus
- Coprinopsis atramentaria
- Coprinus comatus
- Cortinarius caperatus
- Cortinarius praestans
- Cortinarius violaceus
- Craterellus fallax
- Craterellus foetidus
- Craterellus tubaeformis
- Cuphophyllus pratensis
- Fistulina hepatica
- Flammula alnicola
- Flammulina velutipes
- Ganoderma tsugae
- Gomphidius glutinosus
- Gomphidius subroseus
- Gomphus clavatus
- Gomphus floccosus
- Grifola frondosa
- Gymnopus dryophilus
- Gyroporus castaneus
- Gyroporus cyanescens
- Harrya chromipes
- Hericium americanum
- Hericium coralloides
- Humidicutis marginata
- Hydnum repandum
- Hydnum umbilicatum
- Hygrocybe chlorophana
- Hygrocybe coccinea
- Hygrocybe punicea
- Hygrophoropsis aurantiaca
- Hygrophorus agathosmus
- Hygrophorus camarophyllus
- Hygrophorus monticola
- Hygrophorus olivaceoalbus
- Hygrophorus russula
- Hygrophorus speciosus
- Hymenopellis furfuracea
- Hypomyces lactifluorum
- Hypsizygus tessulatus
- Hypsizygus ulmarius
- Imleria badia
- Infundibulicybe gibba
- Inonotus obliquus
- Kuehneromyces mutabilis
- Laccaria amethystina
- Laccaria laccata
- Laccaria ochropurpurea
- Lacrymaria lacrymabunda
- Lactarius deterrimus
- Lactarius helvus
- Lactarius hygrophoroides
- Lactarius indigo
- Lactarius lignyotus
- Lactarius paradoxus
- Lactarius salmonicolor
- Lactarius subpurpureus
- Lactarius volemus
- Lactifluus corrugis
- Laetiporus sulphureus
- Leccinum aurantiacum
- Leccinum holopus
- Leccinum insigne
- Leccinum insolens
- Leccinum piceinum
- Leccinum rimulosum
- Leccinum scabrum
- Leccinum snellii
- Leccinum versipelle
- Lepista irina
- Lepista nuda
- Lepista sordida
- Leucoagaricus americanus
- Leucoagaricus leucothites
- Lycoperdon flavotinctum
- Lycoperdon perlatum
- Lycoperdon pyriforme
- Lyophyllum decastes
- Macrolepiota prominens
- Marasmius oreades
- Mitrophora semilibera
- Morchella elata
- Morchella esculenta
- Neoalbatrellus caeruleoporus
- Neolecta irregularis
- Panellus serotinus
- Pholiota flammans
- Pholiota lenta
- Pholiota microspora
- Pholiota spumosa
- Pholiota squarrosa
- Phylloporus leucomycelinus
- Phylloporus rhodoxanthus
- Pleurocybella porrigens
- Pleurotus ostreatus
- Pleurotus populinus
- Polyporus squamosus
- Polyporus umbellatus
- Psathyrella candolleana
- Ptychoverpa bohemica
- Retiboletus ornatipes
- Russula compacta
- Russula crustosa
- Russula cyanoxantha
- Russula integra
- Russula mariae
- Russula paludosa
- Russula peckii
- Russula vesca
- Russula virescens
- Russula xerampelina
- Sarcodon imbricatus
- Sarcodon stereosarcinon
- Sparassis crispa
- Strobilomyces strobilaceus
- Stropharia rugosoannulata
- Suillus granulatus
- Suillus grevillei
- Suillus luteus
- Suillus pictus
- Suillus salmonicolor
- Suillus tomentosus
- Tricholoma atrosquamosum
- Tricholoma davisiae
- Tricholoma equestre
- Tricholoma magnivelare
- Tricholoma portentosum
- Tricholomopsis rutilans
- Verpa conica
- Volvariella bombycina
- Volvariella volvacea
- Xanthoconium affine
- Xerocomus hortonii
- Xerocomus subtomentosus

## Tableaux synoptiques

### Clé des tableaux
| Genre                | Genre biologique. |
| Production mondiale  | Pourcentage par genre de la production mondiale (données pour l'année 2013). |
| Image                | Photographie représentative de l'espèce. |
| Nom scientifique     | Nom binominal de l'espèce. Lorsque plusieurs synonymes sont utilisés dans la littérature, le nom indiqué correspond dans la mesure du possible au consensus le plus récent. Les autres noms sont repris en notes. |
| Nom en français      | Nom en français de l'espèce. Lorsqu'il existe, le nom établi par la Société mycologique de France est préféré. Sinon la source est indiquée. |
| Intérêt              | Évaluation de l'intérêt gastronomique : \| \| Excellent — présentant un intérêt gustatif attesté. \| \| \| Bon — apprécié, mais sans intérêt gustatif attesté. \| \| \| Médiocre — sans intérêt particulier ou peu apprécié. \| \| \| Douteux — intérêt gustatif possible mais présentant des risques. \| \| \| Toxique — toxicité signalée par certaines sources. \| \| \| Inconnu — intérêt gustatif non documenté. \| |
| Première mention     | Première mention historique de culture du champignon. |
| Cultivé              | Si Oui, espèce pouvant être cultivée. |
| Médicinal            | Si Oui, espèce dotée de propriétés médicinales. |
| Précautions          | Précautions à appliquer pour la récolte et/ou la consommation. |
| Risques de confusion | Principaux risques de confusions avec des espèces toxiques ou mortelles. |
| Protéines            | Valeurs nutritionnelles pour 100 g de champignon sec. |
| Lipides              | Valeurs nutritionnelles pour 100 g de champignon sec. |
| Glucides             | Valeurs nutritionnelles pour 100 g de champignon sec. |
| Cendres              | Valeurs nutritionnelles pour 100 g de champignon sec. |
| Calories             | Valeurs nutritionnelles pour 100 g de champignon sec. |
| Remarques            | Remarques supplémentaires. |
| Excellent            | Excellent — présentant un intérêt gustatif attesté. |
| Bon                  | Bon — apprécié, mais sans intérêt gustatif attesté. |
| Médiocre             | Médiocre — sans intérêt particulier ou peu apprécié. |
| Douteux              | Douteux — intérêt gustatif possible mais présentant des risques. |
| Toxique              | Toxique — toxicité signalée par certaines sources. |
| Inconnu              | Inconnu — intérêt gustatif non documenté. |

### Principales espèces comestibles cultivées
| Production mondiale | Image | Nom scientifique               | Nom en français               | Nom en japonais | Première mention | Médicinal | Protéines   | Lipides   | Glucides    | Cendres    | Calories     |
| ------------------- | ----- | ------------------------------ | ----------------------------- | --------------- | ---------------- | --------- | ----------- | --------- | ----------- | ---------- | ------------ |
| 22% Lentinula       |       | Lentinula edodes               | Lentin du chêne               | Shiitake        | 1313             | Oui       | 4,4–21,4 g  | 0,9–6,3 g | 67,9–87,2 g | 4,3–6,7 g  | 332–772 kcal |
| 19% Pleurotus       |       | Pleurotus ostreatus            | Pleurote en huître            | Hiratake        | 1910             | Oui       | 7,0–41,6 g  | 0,5–8,0 g | 51,9–85,9 g | 5,7–8,3 g  | 312–604 kcal |
| 19% Pleurotus       |       | Pleurotus cornucopiae          | Pleurote en corne d'abondance | -               | -                |           | -           | -         | -           | -          | -            |
| 19% Pleurotus       |       | Pleurotus eryngii              | Pleurote du panicaut          | Eringi          | 1958             |           | 11,0–22,9 g | 1,5–2,6 g | 70,4–81,3 g | 5,8–9,9 g  | 266–421 kcal |
| 19% Pleurotus       |       | Pleurotus citrinopileatus (en) | Pleurote jaune                | -               | 1981             |           | -           | -         | -           | -          | -            |
| 19% Pleurotus       |       | Pleurotus djamor (en)          | Pleurote saumon et paille     | Tokiirohiratake | -                |           | -           | -         | -           | -          | -            |
| 18% Auricularia     |       | Auricularia auricula-judae     | Oreille de Judas              | Kikurage        | 659              | Oui       | 8,1–19,3 g  | 0,8–1,5 g | 76,8–81,0 g | 3,1–9,4 g  | 347–384 kcal |
| 18% Auricularia     |       | Auricularia polytricha         | Champignon noir               | Aragekikurage   | -                |           | -           | -         | -           | -          | -            |
| 15% Agaricus        |       | Agaricus bisporus              | Champignon de Paris           | Tsukuritake     | 1650             | Oui       | 3,1–36,3 g  | 0,8–4,3 g | 50,9–89,1 g | 6,0–15,0 g | 296–387 kcal |
| 11% Flammulina      |       | Flammulina velutipes           | Collybie à pied velouté       | Enokitake       | IXe siècle       | Oui       | 3,9–26,7 g  | 2,2–9,2 g | 56,6–85,9 g | 6,9–8,7 g  | 454–532 kcal |
| 5% Volvariella      |       | Volvariella volvacea           | Volvaire cultivée             | -               | 1822             | Oui       | 25,9 g      | 2,4 g     | 50,9–60,0 g | 8,8 g      | 276 kcal     |
| 10% autres          |       | Tremella fuciformis            | Trémelle en fuseau            | Shirokikurage   | 1800             | Oui       | -           | -         | -           | -          | -            |
| 10% autres          |       | Hypsizygus tessulatus          | Shimédji du hêtre             | Bunashimeji     | 1973             |           | 19,6 g      | 4,1 g     | 68,5 g      | 7,8 g      | -            |
| 10% autres          |       | Hypsizygus ulmarius (sv)       | Pleurote de l'orme            | -               | 1987             |           | -           | -         | -           | -          | -            |
| 10% autres          |       | Pholiota microspora            | Pholiote cultivée             | Nameko          | 1958             |           | 20,8 g      | 4,2 g     | 66,7 g      | 6,3 g      | 372 kcal     |
| 10% autres          |       | Grifola frondosa               | Polypore en touffes           | Maitake         | 1983             | Oui       | 13,4 g      | 5,6 g     | 76,1 g      | 4,9 g      | -            |
| 10% autres          |       | Hericium erinaceus             | Hydne hérisson                | Yamabushitake   | 1960             | Oui       | 15,5 g      | 5,4 g     | 71,9 g      | 7,2 g      | 375 kcal     |

### Comestibilité citée par une autorité sanitaire nationale

#### Principales espèces
Le tableau ci-dessous reprend les champignons comestibles cités dans au moins deux des listes nationales présentées plus-haut, et pour lesquels aucun rapport de toxicité potentielle n'a été trouvé dans la littérature. Il s'agit des espèces les plus connues en Europe occidentale et en Amérique du Nord, et qui sont reprises dans la plupart des guides de terrain en français. La comestibilité de certaines espèces reste néanmoins assujettie à l'observation de précautions, et le risque de confusion avec des espèces toxiques doit être pris en compte.
| Image | Nom scientifique             | Nom en français                | Intérêt     | Cultivé | Médicinal | Précautions | Risques de confusion                                                                             |
| ----- | ---------------------------- | ------------------------------ | ----------- | ------- | --------- | --- | ------------------------------------------------------------------------------------------------ |
|       | Agaricus arvensis            | Agaric des jachères            | · Bon       | Oui     | Oui       | À consommer jeune. Cause des troubles gastriques chez certaines personnes.                                                                            | - Amanita phalloides - Amanita verna, Amanita virosa - Agaricus xanthodermus                     |
|       | Agaricus bitorquis           | Agaric des trottoirs           | · Excellent | Oui     |           | Certains auteurs mettent en garde contre sa consommation en raison des environnements pollués dont il provient souvent.                               |                                                                                                  |
|       | Agaricus campestris          | Agaric champêtre               | · Excellent | Oui     | Oui       | Éviter les prés pâturés, car le champignon peut accumuler les composés azotés issus des déjections des herbivores.                                    | - Amanita phalloides - Amanita verna, Amanita virosa - Agaricus xanthodermus                     |
|       | Agaricus silvaticus          | Agaric des forêts              | · Bon       |         |           | |                                                                                                  |
|       | Agaricus silvicola           | Agaric anisé des bois          | · Bon       |         |           | | - Amanita phalloides - Amanita verna, Amanita virosa - Agaricus xanthodermus                     |
|       | Agaricus subrufescens        | Agaric rubicond                | · Excellent | Oui     | Oui       | |                                                                                                  |
|       | Agaricus urinascens          | Agaric géant des prés          | · Bon       |         |           | À consommer jeune. |                                                                                                  |
|       | Albatrellus ovinus           | Polypore des brebis            | · Bon       |         |           | |                                                                                                  |
|       | Aleuria aurantia             | Pézize orangée                 | · Médiocre  | Oui     |           | |                                                                                                  |
|       | Amanita caesarea             | Amanite des Césars             | · Excellent |         |           | Ne doit pas être récoltée trop jeune, la forme en œuf pouvant être confondue avec celles des amanites mortelles.                                      | - Amanita muscaria                                                                               |
|       | Amanita fulva                | Amanite fauve                  | · Bon       |         |           | Toxique cru. |                                                                                                  |
|       | Amanita rubescens            | Amanite rougissante            | · Bon       |         |           | Toxique cru. Le pied est à rejeter. | - Amanita pantherina                                                                             |
|       | Amanita vaginata             | Amanite vaginée                | · Bon       |         |           | Toxique cru. | - Amanita verna - Amanita virosa                                                                 |
|       | Boletus aereus               | Cèpe bronzé                    | · Excellent |         |           | |                                                                                                  |
|       | Boletus aestivalis           | Cèpe d'été                     | · Excellent |         |           | |                                                                                                  |
|       | Boletus edulis               | Cèpe de Bordeaux               | · Excellent |         | Oui       | | - Rubroboletus satanas                                                                           |
|       | Boletus mamorensis           | Cèpe de la Maâmora             | · Bon       |         |           | |                                                                                                  |
|       | Boletus pinophilus           | Cèpe des pins                  | · Excellent |         |           | |                                                                                                  |
|       | Bovista plumbea              | Boviste plombée                | · Inconnu   |         | Oui       | |                                                                                                  |
|       | Butyriboletus appendiculatus | Bolet appendiculé              | Bon         |         |           | |                                                                                                  |
|       | Calocybe gambosa             | Tricholome de la Saint-Georges | Bon         |         | Oui       | | - Inocybe erubescens                                                                             |
|       | Calvatia gigantea            | Vesse-de-loup géante           | Bon         | Oui     | Oui       | À consommer jeune. |                                                                                                  |
|       | Cantharellus cibarius        | Girolle                        | Excellent   |         | Oui       | |                                                                                                  |
|       | Cantharellus cinereus        | Chanterelle cendrée            | Excellent   |         |           | |                                                                                                  |
|       | Cantharellus lutescens       | Chanterelle jaune              | Excellent   |         |           | |                                                                                                  |
|       | Cantharellus tubaeformis     | Chanterelle en tube            | Excellent   |         |           | |                                                                                                  |
|       | Chlorophyllum rhacodes       | Lépiote déguenillée            | Bon         |         |           | À consommer jeune, bien cuit et en petites quantités. Tendance à accumuler les nitrates.                                                              | Petites lépiotes (< 10 cm), dont : - Lepiota brunneoincarnata - Lepiota subincarnata             |
|       | Clitopilus prunulus          | Meunier                        | Excellent   |         |           | | Clitocybes blancs, et surtout : - Clitocybe rivulosa - Clitocybe phyllophila - Clitocybe connata |
|       | Clitocybe odora              | Clitocybe odorant              | Bon         |         |           | |                                                                                                  |
|       | Coprinus comatus             | Coprin chevelu                 | Excellent   | Oui     |           | À consommer jeune. | - Coprinopsis atramentaria                                                                       |
|       | Cortinarius caperatus        | Pholiote ridée                 | Bon         |         |           | À consommer jeune. |                                                                                                  |
|       | Cortinarius praestans        | Cortinaire remarquable         | Bon         |         |           | |                                                                                                  |
|       | Craterellus cornucopioides   | Trompette-des-morts            | Excellent   |         | Oui       | |                                                                                                  |
|       | Cuphophyllus pratensis       | Hygrophore des prés            | Bon         |         |           | |                                                                                                  |
|       | Cyclocybe aegerita           | Pholiote du peuplier           | Bon         | Oui     |           | |                                                                                                  |
|       | Disciotis venosa             | Pézize veinée                  | Bon         |         |           | À consommer bien cuite et après avoir jeté l'eau de cuisson.                                                                                          |                                                                                                  |
|       | Fistulina hepatica           | Langue de bœuf                 | Bon         |         | Oui       | À consommer jeune. | - Hapalopilus nidulans                                                                           |
|       | Ganoderma lucidum            | Ganoderme luisant              | Médiocre    | Oui     | Oui       | |                                                                                                  |
|       | Ganoderma tsugae             | Ganoderme des pruches          | Inconnu     | Oui     | Oui       | |                                                                                                  |
|       | Gomphidius glutinosus        | Gomphide glutineux             | Bon         |         |           | Retirer la cuticule visqueuse. |                                                                                                  |
|       | Gomphus clavatus             | Chanterelle violette           | Bon         |         |           | |                                                                                                  |
|       | Gyroporus cyanescens         | Bolet indigotier               | Bon         |         |           | |                                                                                                  |
|       | Hydnum repandum              | Pied-de-mouton                 | Bon         |         |           | À consommer jeune. |                                                                                                  |
|       | Hydnum rufescens             | Pied-de-mouton roussissant     | Médiocre    |         |           | À consommer jeune. |                                                                                                  |
|       | Hygrocybe punicea (en)       | Hygrophore rouge ponceau       | Bon         |         |           | |                                                                                                  |
|       | Hygrophoropsis aurantiaca    | Fausse-girolle                 | Médiocre    |         |           | |                                                                                                  |
|       | Hygrophorus marzuolus        | Hygrophore de mars.            | Bon         |         |           | |                                                                                                  |
|       | Hygrophorus russula          | Hygrophore russule             | Bon         |         |           | |                                                                                                  |
|       | Imleria badia                | Bolet bai                      | Bon         |         |           | Retirer le pied. |                                                                                                  |
|       | Infundibulicybe geotropa     | Clitocybe géotrope             | Bon         |         |           | À consommer jeune. |                                                                                                  |
|       | Infundibulicybe gibba        | Clitocybe en entonnoir         | Médiocre    |         |           | À consommer jeune. |                                                                                                  |
|       | Kuehneromyces mutabilis      | Pholiote changeante            | Bon         | Oui     |           | | - Galerina marginata - Galerina autumnalis - Hypholoma fasciculare                               |
|       | Laccaria amethystina         | Clitocybe laqué améthyste      | Bon         |         |           | À consommer en quantités modérés, car concentre le césium radioactif et le métaux lours.                                                              | - Mycena pura - Inocybe geophylla                                                                |
|       | Laccaria bicolor             | Laccaire bicolore              | Bon         |         |           | |                                                                                                  |
|       | Laccaria laccata             | Clitocybe laqué                | Bon         |         |           | | - Mycena pura                                                                                    |
|       | Lactarius deliciosus         | Lactaire délicieux             | Bon         |         |           | |                                                                                                  |
|       | Lactarius deterrimus         | Lactaire de l'épicéa           | Médiocre    |         |           | |                                                                                                  |
|       | Lactarius lignyotus          | Lactaire velours               | Médiocre    |         |           | |                                                                                                  |
|       | Lactarius picinus (sv)       | Lactaire enfumé                | Bon         |         |           | |                                                                                                  |
|       | Lactarius sanguifluus        | Lactaire sanguin               | Excellent   |         |           | |                                                                                                  |
|       | Lactarius semisanguifluus    | Lactaire semi-sanguin          | Inconnu     |         |           | |                                                                                                  |
|       | Lactarius volemus            | Lactaire à lait abondant       | Bon         |         | Oui       | |                                                                                                  |
|       | Laetiporus sulphureus        | Polypore soufré                | Médiocre    | Oui     |           | À consommer jeune. |                                                                                                  |
|       | Leccinum aurantiacum         | Bolet orangé des chênes        | Bon         |         |           | À consommer jeune. Retirer le pied. |                                                                                                  |
|       | Leccinum duriusculum         | Bolet rude des trembles        | Bon         |         |           | À consommer jeune. Retirer le pied. |                                                                                                  |
|       | Leccinum pseudoscabrum       | Bolet rude des charmes         | Médiocre    |         |           | À consommer jeune. Retirer le pied. |                                                                                                  |
|       | Leccinum scabrum             | Bolet rude                     | Bon         |         |           | À consommer jeune. Retirer le pied. |                                                                                                  |
|       | Leccinum versipelle          | Bolet roux                     | Bon         |         |           | À consommer jeune. Retirer le pied. |                                                                                                  |
|       | Lepista flaccida             | Clitocybe inversé              | Médiocre    |         |           | |                                                                                                  |
|       | Lepista irina                | Tricholome à odeur d'iris      | Bon         |         |           | |                                                                                                  |
|       | Lepista nuda                 | Pied bleu                      | Bon         | Oui     | Oui       | |                                                                                                  |
|       | Lepista personata            | Pied violet                    | Bon         |         |           | |                                                                                                  |
|       | Lepista sordida              | Tricholome sordide             | Bon         | Oui     |           | |                                                                                                  |
|       | Leucoagaricus leucothites    | Lépiote pudique                | Médiocre    |         |           | | Amanites blanches mortelles : - Amanita verna - Amanita virosa                                   |
|       | Lycoperdon perlatum          | Vesse-de-loup perlée           | Médiocre    |         | Oui       | |                                                                                                  |
|       | Lycoperdon pyriforme         | Vesse-de-loup en poire         | Médiocre    |         | Oui       | |                                                                                                  |
|       | Lyophyllum decastes          | Tricholome agrégé              | Bon         |         | Oui       | |                                                                                                  |
|       | Macrolepiota procera         | Coulemelle                     | Bon         | Oui     |           | Retirer le pied. À consommer jeune, bien cuit et en petites quantités.                                                                                | Petites lépiotes (< 10 cm), dont : - Lepiota brunneoincarnata - Lepiota subincarnata             |
|       | Marasmius oreades            | Marasme des Oréades            | Excellent   | Oui     |           | | Clitocybes blancs, et surtout : - Clitocybe rivulosa - Clitocybe phyllophila - Clitocybe connata |
|       | Mitrophora semilibera        | Morillon                       | Excellent   |         |           | Toxique cru. |                                                                                                  |
|       | Morchella elata              | Morille élevée                 | Excellent   |         |           | Toxique cru. |                                                                                                  |
|       | Morchella esculenta          | Morille commune                | Excellent   | Oui     | Oui       | Toxique cru. | - Gyromitra esculenta                                                                            |
|       | Neoboletus luridiformis      | Bolet à pied rouge             | Excellent   |         |           | Toxique cru. | - Rubroboletus satanas - Caloboletus radicans                                                    |
|       | Pleurotus pulmonarius        | Pleurote pulmonaire            | Excellent   | Oui     |           | |                                                                                                  |
|       | Polyporus umbellatus         | Polypore en ombelle            | Bon         | Oui     | Oui       | À consommer jeune. |                                                                                                  |
|       | Ptychoverpa bohemica         | Verpe de Bohême                | Excellent   |         |           | Toxique cru. | - Gyromitra esculenta                                                                            |
|       | Russula cyanoxantha          | Russule charbonnière           | Bon         |         |           | | - Amanita phalloides                                                                             |
|       | Russula integra              | Russule des épicéas            | Bon         |         |           | |                                                                                                  |
|       | Russula mustelina            | Russule belette                | Bon         |         |           | |                                                                                                  |
|       | Russula vesca                | Russule vieux-rose             | Excellent   |         |           | |                                                                                                  |
|       | Russula virescens            | Russule verdoyante             | Excellent   |         | Oui       | | - Amanita phalloides                                                                             |
|       | Russula xerampelina          | Russule écrevisse              | Bon         |         |           | |                                                                                                  |
|       | Sarcodon imbricatus          | Sarcodon imbriqué              | Médiocre    |         |           | |                                                                                                  |
|       | Sparassis crispa             | Sparassis crépu                | Bon         | Oui     |           | À consommer jeune. |                                                                                                  |
|       | Stropharia rugosoannulata    | Cèpe de paille                 | Bon         | Oui     |           | |                                                                                                  |
|       | Suillus grevillei            | Bolet élégant                  | Médiocre    |         |           | Contient un sucre laxatif qui peut être toxique à haute dose. À consommer avec modération, en retirant la cuticule visqueuse qui recouvre le chapeau. |                                                                                                  |
|       | Suillus luteus               | Nonnette voilée                | Bon         |         | Oui       | Contient un sucre laxatif qui peut être toxique à haute dose. À consommer avec modération, en retirant la cuticule visqueuse qui recouvre le chapeau. |                                                                                                  |
|       | Tricholoma atrosquamosum     | Tricholome à squames noires    | Bon         |         |           | | - Tricholoma pardinum                                                                            |
|       | Tricholoma portentosum       | Tricholome prétentieux         | Bon         |         |           | | - Amanita phalloides - Tricholoma josserandii                                                    |
|       | Tricholoma terreum           | Petit gris                     | Bon         |         |           | | - Tricholoma josserandii - Tricholoma pardinum                                                   |
|       | Tuber aestivum               | Truffe d'été                   | Excellent   |         |           | |                                                                                                  |
|       | Tuber brumale                | Truffe musquée                 | Excellent   |         |           | |                                                                                                  |
|       | Tuber indicum                | Truffe de Chine                | Inconnu     |         |           | |                                                                                                  |
|       | Tuber magnatum               | Truffe blanche du Piémont      | Inconnu     |         |           | |                                                                                                  |
|       | Tuber melanosporum           | Truffe du Périgord             | Excellent   |         |           | |                                                                                                  |
|       | Verpa conica                 | Verpe                          | Médiocre    |         |           | Toxique cru. |                                                                                                  |
|       | Xerocomus subtomentosus      | Bolet subtomenteux             | Médiocre    |         |           | |                                                                                                  |

#### Autres espèces citées en Europe occidentale
Le tableau ci-dessous reprend les champignons comestibles cités dans une seule des listes nationales (France, Suisse ou Belgique) présentées plus-haut. Il s'agit pour la plupart d'espèces moins connues, moins communes ou moins appréciées, mais néanmoins susceptibles de présenter un intérêt commercial.
| Image | Nom scientifique             | Nom en français               | Intérêt   | Cultivé | Médicinal | Précautions | Risques de confusion                                                                 |
| ----- | ---------------------------- | ----------------------------- | --------- | ------- | --------- | --- | ------------------------------------------------------------------------------------ |
|       | Agaricus essettei            | Agaric à pied bulbeux         | Bon       |         |           | | Amanites blanches mortelles : - Amanita verna - Amanita virosa                       |
|       | Agaricus macrocarpus (sv)    | Agaric géant des bois         | Inconnu   |         |           | |                                                                                      |
|       | Agaricus osecanus            | Agaric boule-de-neige         | Inconnu   |         |           | | Amanites blanches mortelles : - Amanita verna - Amanita virosa                       |
|       | Butyriboletus pseudoregius   | Bolet faux royal              | Inconnu   |         |           | |                                                                                      |
|       | Calvatia utriformis          | Calvatie en forme d’outre     | Médiocre  |         | Oui       | Comestible lorsque la glèbe est blanche et homogène.                                                                                                  |                                                                                      |
|       | Cantharellus alborufescens   | Girolle blanche               | Inconnu   |         |           | |                                                                                      |
|       | Cantharellus amethysteus     | Girolle améthyste             | Bon       |         |           | |                                                                                      |
|       | Cantharellus ferruginascens  | Girolle ferrugineuse          | Bon       |         |           | |                                                                                      |
|       | Cantharellus friesii (en)    | Girolle abricot               | Bon       |         |           | |                                                                                      |
|       | Cantharellus ianthinoxanthus | Chanterelle jaune et violette | Inconnu   |         |           | |                                                                                      |
|       | Cantharellus melanoxeros     | Chanterelle noircissante      | Inconnu   |         |           | |                                                                                      |
|       | Cantharellus pallens         | Girolle pruineuse             | Bon       |         |           | |                                                                                      |
|       | Chroogomphus helveticus      | Gomphide helvétique           | Médiocre  |         |           | |                                                                                      |
|       | Chroogomphus rutilus (en)    | Gomphide visqueux             | Médiocre  |         |           | |                                                                                      |
|       | Cuphophyllus virgineus (en)  | Hygrophore blanc de neige     | Médiocre  |         |           | |                                                                                      |
|       | Entoloma aprile              | Entolome d'avril              | Bon       |         |           | | - Inocybe erubescens                                                                 |
|       | Entoloma clypeatum           | Entolome en bouclier          | Bon       |         |           | Toxique cru. | - Inocybe erubescens                                                                 |
|       | Guepinia helvelloides        | Guépinie en helvelle          | Médiocre  |         |           | |                                                                                      |
|       | Hygrophorus latitabundus     | Hygrophore limace             | Bon       |         |           | Le chapeau doit être pelé, la viscosité étant assez laxative.                                                                                         |                                                                                      |
|       | Hygrophorus nemoreus         | Hygrophore des bois           | Bon       |         |           | |                                                                                      |
|       | Hygrophorus penarioides (en) | Hygrophore de l'office        | Bon       |         |           | |                                                                                      |
|       | Laccaria proxima             | Laccaire de Moeller           | Inconnu   |         |           | |                                                                                      |
|       | Lactarius salmonicolor       | Lactaire saumon               | Médiocre  |         |           | |                                                                                      |
|       | Lactarius vinosus (pt)       | Lactaire vineux               | Bon       |         |           | |                                                                                      |
|       | Leccinum albostipitatum      | Bolet orangé                  | Bon       |         |           | À consommer jeune. Retirer le pied. |                                                                                      |
|       | Leccinum variicolor          | Bolet ramoneur                | Médiocre  |         |           | À consommer jeune. Retirer le pied. |                                                                                      |
|       | Lepista glaucocana (it)      | Lépiste blanchâtre            | Bon       |         |           | |                                                                                      |
|       | Lepista panaeolus (sv)       | Argouane des prairies         | Bon       |         |           | |                                                                                      |
|       | Limacella guttata            | Limacelle tachée              | Bon       |         |           | | Amanites blanches mortelles : - Amanita verna - Amanita virosa                       |
|       | Lyophyllum fumosum (it)      | Lyophylle enfumé              | Inconnu   | Oui     |           | |                                                                                      |
|       | Macrolepiota excoriata       | Lépiote excoriée              | Bon       |         |           | À consommer jeune, bien cuit et en petites quantités.                                                                                                 | Petites lépiotes (< 10 cm), dont : - Lepiota brunneoincarnata - Lepiota subincarnata |
|       | Macrolepiota mastoidea       | Lépiote mamelonnée            | Bon       |         |           | À consommer jeune, bien cuit et en petites quantités.                                                                                                 | Petites lépiotes (< 10 cm), dont : - Lepiota brunneoincarnata - Lepiota subincarnata |
|       | Morchella angusticeps        | Morille étroite               | Excellent | Oui     |           | Toxique cru. |                                                                                      |
|       | Otidea onotica               | Oreille de lièvre             | Médiocre  |         |           | |                                                                                      |
|       | Pseudocraterellus undulatus  | Chanterelle sinueuse          | Bon       |         |           | |                                                                                      |
|       | Pseudohydnum gelatinosum     | Faux-hydne gélatineux         | Médiocre  |         |           | |                                                                                      |
|       | Ramaria botrytis             | Clavaire chou-fleur           | Bon       |         |           | À consommer jeune. |                                                                                      |
|       | Russula aurea                | Russule dorée                 | Bon       |         |           | |                                                                                      |
|       | Russula romellii (de)        | Russule à lames fragiles      | Inconnu   |         |           | |                                                                                      |
|       | Sparassis brevipes (de)      | Sparassis lamelleux           | Médiocre  |         |           | |                                                                                      |
|       | Suillellus queletii          | Bolet de Quélet               | Bon       |         |           | |                                                                                      |
|       | Suillus bovinus              | Bolet des bouviers            | Médiocre  |         |           | Contient un sucre laxatif qui peut être toxique à haute dose. À consommer avec modération, en retirant la cuticule visqueuse qui recouvre le chapeau. |                                                                                      |
|       | Suillus collinitus           | Bolet à base rose             | Médiocre  |         |           | Contient un sucre laxatif qui peut être toxique à haute dose. À consommer avec modération, en retirant la cuticule visqueuse qui recouvre le chapeau. |                                                                                      |
|       | Terfezia arenaria (it)       | Terfèze du Lion               | Inconnu   |         |           | |                                                                                      |
|       | Terfezia boudieri (sv)       | Terfèze de Boudier            | Bon       |         |           | |                                                                                      |
|       | Tricholoma caligatum (en)    | Tricholome guêtré             | Bon       |         |           | |                                                                                      |
|       | Tricholoma cingulatum        | Tricholome ceinturé           | Bon       |         |           | | - Tricholoma pardinum                                                                |
|       | Tricholoma columbetta        | Tricholome colombette         | Bon       |         |           | | - Amanita phalloides - Amanita verna - Amanita virosa                                |
|       | Tricholoma matsutake         | Tricholome Matsutake          | Excellent |         |           | |                                                                                      |
|       | Tricholoma orirubens         | Tricholome à marge rouge      | Bon       |         |           | | - Tricholoma pardinum                                                                |
|       | Tricholoma populinum (en)    | Tricholome des peupliers      | Médiocre  |         |           | |                                                                                      |
|       | Tricholoma scalpturatum      | Tricholome gravé              | Bon       |         |           | | - Tricholoma pardinum                                                                |
|       | Tuber borchii (it)           | Truffe blanche commune        | Inconnu   |         |           | |                                                                                      |
|       | Tuber mesentericum           | Truffe mésentérique           | Bon       |         |           | |                                                                                      |
|       | Tuber uncinatum              | Truffe de bourgogne           | Excellent |         |           | |                                                                                      |
|       | Volvopluteus gloiocephalus   | Volvaire gluante              | Médiocre  | Oui     |           | | - Amanita phalloides                                                                 |
|       | Wolfiporia extensa           | Pachyme                       | Inconnu   |         | Oui       | Seul le sclérote est comestible. |                                                                                      |
|       | Xerocomellus chrysenteron    | Bolet à chair jaune           | Médiocre  |         |           | |                                                                                      |

#### Autres espèces citées au Québec
Le tableau ci-dessous reprend les champignons comestibles seulement cités par la liste québéquoise présentée plus-haut. Plusieurs de ces espèces ne poussent qu'en Amérique du Nord et ne sont pas connues en Europe.
| Image | Nom scientifique                  | Nom en français                 | Intérêt                | Cultivé | Médicinal | Précautions                                                                                               | Risques de confusion |
| ----- | --------------------------------- | ------------------------------- | ---------------------- | ------- | --------- | --- | -------------------- |
|       | Agaricus abruptibulbus (en)       | Agaric à pied bulbeux           | Bon                    |         |           | |                      |
|       | Agaricus vaporarius (lv)          | Agaric fumé                     | Inconnu                |         |           | |                      |
|       | Albatrellus confluens             | Polypore confluent              | Bon                    |         | Oui       | |                      |
|       | Amanita crocea                    | Amanite safran                  | Bon                    |         |           | Toxique cru.                                                                                              |                      |
|       | Amanita jacksonii                 | Amanite de Jackson              | Excellent (médiocre ?) |         |           | |                      |
|       | Amanita sinicoflava (en)          | Amanite jaune paille            | Inconnu                |         |           | |                      |
|       | Amanita wellsii (en)              | Amanite de Wells                | Inconnu                |         |           | |                      |
|       | Armillaria sinapina               | Armillaire moutarde             | Inconnu                |         |           | À consommer encore en bouton et bien cuit.                                                                |                      |
|       | Baorangia bicolor                 | Bolet bicolore                  | Excellent              |         |           | Peut provoquer des troubles digestifs chez certaines personnes, surtout s'il n'est pas suffisamment cuit. |                      |
|       | Boletus pallidus                  | Bolet pâle                      | Inconnu                |         |           | |                      |
|       | Boletus separans                  | Cèpe pourpré                    | Excellent              |         |           | |                      |
|       | Boletus speciosus (it)            | Bolet magnifique                | Inconnu                |         |           | |                      |
|       | Boletus subcaerulescens           | Cèpe à pores bleuissants        | Excellent              |         |           | |                      |
|       | Boletus variipes                  | Bolet à pied variable           | Excellent              |         |           | |                      |
|       | Bonomyces sinopicus (it)          | Clitocybe terre cuite           | Médiocre               |         |           | |                      |
|       | Calvatia cyathiformis (en)        | Vesse-de-loup en coupe          | Bon                    |         |           | Comestible lorsque la glèbe est blanche et homogène.                                                      |                      |
|       | Cantharellus ignicolor (sv)       | Chanterelle couleur de flamme   | Bon                    |         |           | |                      |
|       | Cantharellula umbonata (en)       | Fausse-chanterelle des bruyères | Bon                    |         |           | À consommer jeune et frais.                                                                               |                      |
|       | Cantharellus appalachiensis (en)  | Chanterelle des Appalaches      | Excellent              |         |           | |                      |
|       | Cantharellus cinnabarinus (en)    | Chanterelle cinnabre            | Bon                    |         |           | |                      |
|       | Cantharellus minor (en)           | Chanterelle mineure             | Inconnu                |         |           | |                      |
|       | Catathelasma ventricosum (sv)     | Armillaire ventru               | Bon                    |         |           | |                      |
|       | Clavariadelphus truncatus         | Clavaire tronquée               | Médiocre               |         |           | Le mannitol qu'elle contient peut avoir des effets laxatifs si consommé en grandes quantités.             |                      |
|       | Clitocybe squamulosa (sv)         | Clitocybe squamuleux            | Bon                    |         |           | |                      |
|       | Clitopilus abortivus (en)         | Entolome abortif                | Bon                    |         | Oui       | Avec précaution                                                                                           |                      |
|       | Cortinarius violaceus             | Cortinaire violet               | Médiocre               |         |           | |                      |
|       | Craterellus fallax (en)           | Fausse corne d'abondance        | Excellent              |         |           | |                      |
|       | Craterellus foetidus              | Craterelle odorante             | Excellent              |         |           | |                      |
|       | Flammula alnicola (ru)            | Pholiote des aulnes             | Inconnu                |         |           | |                      |
|       | Gomphidius subroseus              | Gomphide rosâtre                | Inconnu                |         |           | |                      |
|       | Harrya chromipes (en)             | Bolet à pied jaune vif          | Bon                    |         |           | |                      |
|       | Hericium americanum (en)          | Hydne d’Amérique                | Excellent              |         |           | À consommer jeune.                                                                                        |                      |
|       | Hericium coralloides (en)         | Hydne corail                    | Excellent              | Oui     |           | À consommer jeune.                                                                                        |                      |
|       | Humidicutis marginata (en)        | Hygrophore à lames marginées    | Médiocre               |         |           | |                      |
|       | Hydnum umbilicatum (en)           | Hydne ombiliqué                 | Bon                    |         |           | |                      |
|       | Hygrocybe chlorophana (en)        | Hygrophore jaunissant           | Médiocre               |         |           | |                      |
|       | Hygrocybe coccinea                | Hygrophore écarlate             | Médiocre               |         |           | |                      |
|       | Hygrophorus agathosmus            | Hygrophore à odeur agréable     | Médiocre               |         |           | |                      |
|       | Hygrophorus camarophyllus (en)    | Hygrophore à lames arquées      | Médiocre               |         |           | |                      |
|       | Hygrophorus monticola             | Hygrophore des montagnes        | Inconnu                |         |           | |                      |
|       | Hygrophorus olivaceoalbus (en)    | Hygrophore blanc olivâtre       | Médiocre               |         |           | |                      |
|       | Hygrophorus speciosus (en)        | Hygrophore remarquable          | Médiocre               |         |           | |                      |
|       | Hymenopellis furfuracea           | Collybie furfuracée             | Inconnu                |         |           | |                      |
|       | Hypomyces lactifluorum            | Dermatose des russules          | Bon                    |         |           | |                      |
|       | Inonotus obliquus                 | Polypore oblique                | Médiocre               | Oui     | Oui       | |                      |
|       | Laccaria ochropurpurea            | Laccaire ocre-pourpre           | Bon                    |         |           | |                      |
|       | Lacrymaria lacrymabunda           | Psathyrelle pleureuse           | Inconnu                |         |           | À consommer avec précaution, ne pas confondre avec les espèces toxiques similaires.                       |                      |
|       | Lactarius hygrophoroides (en)     | Lactaire hygrophore             | Excellent              |         |           | |                      |
|       | Lactarius indigo                  | Lactaire indigo                 | Bon                    |         |           | |                      |
|       | Lactarius paradoxus               | Lactaire paradoxal              | Inconnu                |         |           | |                      |
|       | Lactarius subpurpureus (ru)       | Lactaire pourpré                | Inconnu                |         |           | |                      |
|       | Lactarius thyinos (en)            | Lactaire saumon                 | Excellent              |         |           | |                      |
|       | Lactifluus corrugis (en)          | Lactaire ridé                   | Excellent              |         |           | |                      |
|       | Leccinum holopus                  | Bolet blanc des marais          | Bon                    |         |           | |                      |
|       | Leccinum insigne (en)             | Bolet insigne                   | Bon                    |         |           | |                      |
|       | Leccinum insolens (en)            | Bolet insolite                  | Bon                    |         |           | |                      |
|       | Leccinum piceinum                 | Bolet des épinettes             | Bon                    |         |           | |                      |
|       | Leccinum rimulosum                | Bolet du bouleau gris           | Inconnu                |         |           | |                      |
|       | Leccinum snellii (ru)             | Bolet de Snell                  | Bon                    |         |           | |                      |
|       | Leucoagaricus americanus (en)     | Lépiote américaine              | Bon                    |         |           | À consommer avec précautions. Colore l'urine en jaune.                                                    |                      |
|       | Lycoperdon flavotinctum           | Vesse-de-loup teintée de jaune  | Inconnu                |         |           | Comestible lorsque la glèbe est blanche et homogène.                                                      |                      |
|       | Macrolepiota prominens            | Lépiote élevée                  | Inconnu                |         |           | |                      |
|       | Neoalbatrellus caeruleoporus (es) | Polypore à pores bleus          | Inconnu                |         |           | À consommer bien cuit.                                                                                    |                      |
|       | Neolecta irregularis              | Mitrule irrégulière             | Inconnu                |         |           | |                      |
|       | Panellus serotinus (en)           | Panelle tardive                 | Inconnu                | Oui     |           | Coriace, parfois amer. Enlever la pellicule et bien cuire. Désordres gastriques rapportés.                |                      |
|       | Pholiota flammans (en)            | Pholiote enflammée              | Inconnu                |         |           | |                      |
|       | Pholiota lenta (de)               | Pholiote glutineuse             | Inconnu                |         |           | |                      |
|       | Pholiota spumosa (pl)             | Pholiote écumeuse               | Inconnu                |         |           | |                      |
|       | Phylloporus leucomycelinus (en)   | Phyllopore à base blanche       | Inconnu                |         |           | |                      |
|       | Phylloporus rhodoxanthus (en)     | Phyllopore à lames dorées       | Inconnu                |         |           | |                      |
|       | Pleurocybella porrigens           | Pleurote étalé                  | Bon                    | Oui     |           | |                      |
|       | Pleurotus populinus (en)          | Pleurote du peuplier            | Excellent              |         |           | |                      |
|       | Polyporus squamosus               | Polypore écailleux              | Bon                    |         |           | À consommer jeune.                                                                                        |                      |
|       | Psathyrella candolleana           | Psathyrelle de De candolle      | Inconnu                |         |           | |                      |
|       | Retiboletus ornatipes (en)        | Bolet à pied orné               | Bon                    |         |           | Souvent trop amer pour être consommé.                                                                     |                      |
|       | Russula compacta                  | Russule compacte                | Bon                    |         |           | |                      |
|       | Russula crustosa                  | Russule croûteuse               | Excellent              |         |           | |                      |
|       | Russula mariae (ru)               | Russule de Marie                | Bon                    |         |           | |                      |
|       | Russula paludosa (en)             | Russule des marais              | Bon                    |         |           | |                      |
|       | Russula peckii                    | Russule de Peck                 | Bon                    |         |           | Colore les aliments en rouge.                                                                             |                      |
|       | Sarcodon stereosarcinon (en)      | Hydne à pied court              | Inconnu                |         |           | |                      |
|       | Suillus pictus                    | Bolet peint                     | Inconnu                |         |           | |                      |
|       | Suillus salmonicolor (en)         | Bolet saumon                    | Bon                    |         |           | Enlever la cuticule visqueuse.                                                                            |                      |
|       | Suillus tomentosus (en)           | Bolet tomenteux                 | Bon                    |         |           | |                      |
|       | Tricholoma davisiae (en)          | Tricholome de Davis             | Inconnu                |         |           | |                      |
|       | Tricholoma magnivelare (en)       | Tricholome à grand voile,       | Bon                    |         |           | |                      |
|       | Tricholomopsis rutilans           | Tricholome rutilant             | Médiocre               |         |           | |                      |
|       | Volvariella bombycina             | Volvaire soyeuse                | Bon                    | Oui     |           | |                      |
|       | Xanthoconium affine (en)          | Bolet affiné                    | Bon                    |         |           | |                      |
|       | Xerocomus hortonii (en)           | Bolet de Horton                 | Inconnu                |         |           | |                      |

### Comestibilité seulement citée dans la littérature mycologique

#### Par la Société mycologique de France
Le tableau ci-dessous reprend les champignons signalés comme comestibles par la Société mycologique de France qui n'ont pas été inclus dans les tableaux présentés plus haut.
| Image | Nom scientifique     | Nom en français           | Intérêt | Remarques |
| ----- | -------------------- | ------------------------- | ------- | --------- |
|       | Morchella crassipes  | Morille à gros pied       | Bon     |           |
|       | Ramaria aurea        | Clavaire dorée            | Bon     |           |
|       | Russula heterophylla | Russule à lames fourchues | Bon     |           |

#### Par les Sociétés mycologiques d'autres pays
Le tableau ci-dessous reprend les champignons signalés comme comestibles par des Sociétés mycologiques d'autres pays que la France.
| Image | Nom scientifique  | Nom en français  | Intérêt | Remarques                                                                    |
| ----- | ----------------- | ---------------- | ------- | ---------------------------------------------------------------------------- |
|       | Amanita ponderosa | Amanite compacte | Bon     | Espèce particulièrement prisée en Espagne sous le nom vernaculaire Gurumelo. |

### Comestibilité douteuse ou controversée
Le tableau ci-dessous présente des espèces citées comme comestibles par une ou plusieurs sources, mais dont l'innocuité est mise en question, sans pour autant que des intoxications aient été rapportées.
| Image | Nom scientifique               | Nom en français            | Intérêt | Cultivé | Médicinal | Remarques |
| ----- | ------------------------------ | -------------------------- | ------- | ------- | --------- | --- |
|       | Agaricus augustus              | Agaric impérial            | Douteux | Oui     |           | Excellent comestible selon certains auteurs, mais repris comme toxique par la Société mycologique de France. Le champignon contient en effet de l'agaritine (en) (et autres dérivés de la phénylhydrazine) et a tendance à accumuler le cadmium, deux substances cancérogènes. La consommation de grands volumes est ainsi déconseillée. |
|       | Ampulloclitocybe clavipes (en) | Clitocybe à pied en massue | Douteux |         |           | Comestible peu réputé, qui peut provoquer un syndrome de type coprinien s'il est consommé avec de l'alcool. |
|       | Armillaria solidipes           | Armillaire obscure         | Douteux |         |           | Considéré comme comestible au Québec (à consommer encore en bouton et bien cuit). Plusieurs guides français recommandent cependant de le considérer comme toxique,. |
|       | Boletus subvelutipes (en)      | Bolet à pied velu          | Douteux |         |           | Jugé bon comestible, mais non recommandé car a pu provoquer des troubles gastro-intestinaux chez certaines personnes. |
|       | Chalciporus piperatus          | Bolet poivré               | Douteux |         |           | Parfois indiqué comme comestible,, d'autres sources conseillent de le rejeter. Peut éventuellement servir de condiment lorsque séché et réduit en poudre. |
|       | Chalciporus rubinellus (en)    | Bolet rubigineux           | Douteux |         |           | Non recommandé. |
|       | Coprinellus micaceus           | Coprin micacé              | Douteux |         |           | Parfois indiqué comme comestible,, jugé plutôt médiocre. Certaines sources conseillent de le rejeter. La Société mycologique de France le liste comme toxique. Comme pour Coprinopsis atramentaria, il est conseillé de ne pas l'associer avec de l'alcool.                                                                              |
|       | Coprinopsis atramentaria       | Coprin noir d'encre        | Douteux |         | Oui       | L'espèce est un comestible moyen s'il est consommé seul, mais donne lieu à un syndrome dit coprinien (effet « Antabuse ») s'il est associé à l'alcool dans les 72 heures après ingestion. |
|       | Gyroporus castaneus            | Bolet châtain              | Douteux |         |           | Bien qu'il soit considéré comme un comestible, de choix en Amérique du Nord, ce champignon aurait provoqué des intoxications assez sévères (syndrome « résinoïdien »). Toxique d'après la Société mycologique de France. |
|       | Lactarius helvus               | Lactaire à odeur de céleri | Douteux |         |           | Décrit comestible par certains auteurs en Amérique du Nord, mais comme toxique en Europe (syndrome « résinoïdien »). |
|       | Pholiota squarrosa             | Pholiote écailleuse        | Douteux |         |           | Considéré comme comestible par certaines sources, et comme toxique par d'autres. Serait suspecté d'avoir entraîner dans de rares case un syndrome coprinien, sans que la coprine n'ait été mise en évidence. |
|       | Strobilomyces strobilaceus     | Bolet pomme de pin         | Douteux |         |           | Suspect, voire toxique. Certaines sources le considèrent néanmoins comme comestible,, à l'état jeune. |
|       | Suillellus luridus             | Bolet blafard              | Douteux |         |           | Champignon toxique cru. Provoque des intoxications gastro-intestinales lorsque consommé avec l'alcool. |

### Toxicité reconnue
Le tableau ci-dessous présente des espèces citées comme comestibles par une ou plusieurs sources, mais pour lesquelles des cas d'intoxications ont été rapportés.
| Image | Nom scientifique    | Nom en français            | Intérêt | Cultivé | Médicinal | Remarques |
| ----- | ------------------- | -------------------------- | ------- | ------- | --------- | --- |
|       | Armillaria mellea   | Armillaire couleur de miel | Toxique | Oui     | Oui       | Bien que toujours signalé comme comestible en Suisse, en Belgique et au Québec, ce champignon a été à l'origine de plusieurs cas d'intoxication qui ont donné lieu à un avis négatif de l'ANSES (France) en 2015. Les troubles signalés sont des syndromes digestifs à latence courte à moyenne, sans que les substances à leur origine ne soient connues. Bien que certaines sources avancent que les risques seraient réduits si le champignon est consommé jeune et après cuisson prolongée,, des cas d'intoxication ont été enregistrés après cuisson. |
|       | Suillus granulatus  | Bolet granulé              | Toxique |         |           | |
|       | Tricholoma equestre | Tricholome équestre        | Toxique |         |           | Cette espèce a longtemps été considérée comme un excellent comestible, mais une étude publiée en 2001 a rapporté 12 cas (dont trois décès) de rhabdomyolyse survenue environ une semaine après l'ingestion répétée du champignon. Depuis, de nombreux pays d'Europe occidentale ont décidé de la considérer comme toxique. La question de sa comestibilité reste cependant débattue et ne fait pas l'objet d'un consensus scientifique clair. |